# Championnats d'Europe de cyclo-cross des moins de 23 ans masculin
Le Championnat d'Europe de cyclo-cross des moins de 23 ans masculin est le championnat d'Europe de cyclo-cross organisé annuellement par l'Union européenne de cyclisme pour les cyclistes âgés de moins de 23 ans. Le championnat organisé depuis 2003, a lieu dans le cadre des championnats d'Europe de cyclo-cross.

## Palmarès
| Année | Or                     | Argent                | Bronze                  |
| ----- | ---------------------- | --------------------- | ----------------------- |
| 2003  | Martin Zlámalík        | Martin Bína           | Steve Chainel           |
| 2004  | Lars Boom              | Niels Albert          | Martin Bína             |
| 2005  | Niels Albert           | Jan Soetens           | Zdeněk Štybar           |
| 2006  | Niels Albert           | Zdeněk Štybar         | Rob Peeters             |
| 2007  | Niels Albert           | Philipp Walsleben     | Lukáš Klouček           |
| 2008  | Philipp Walsleben      | Aurélien Duval        | Kenneth Van Compernolle |
| 2009  | Róbert Gavenda         | Pawel Szczepaniak     | Tom Meeusen             |
| 2010  | Lars van der Haar      | Elia Silvestri        | Joeri Adams             |
| 2011  | Lars van der Haar      | Mike Teunissen        | Stan Godrie             |
| 2012  | Mike Teunissen         | Corné van Kessel      | Julian Alaphilippe      |
| 2013  | Michael Vanthourenhout | Mathieu van der Poel  | Gianni Vermeersch       |
| 2014  | Wout van Aert          | Laurens Sweeck        | Jakub Skála             |
| 2015  | Quinten Hermans        | Daan Hoeyberghs       | Eli Iserbyt             |
| 2016  | Quinten Hermans        | Joris Nieuwenhuis     | Sieben Wouters          |
| 2017  | Eli Iserbyt            | Tom Pidcock           | Sieben Wouters          |
| 2018  | Tom Pidcock            | Eli Iserbyt           | Antoine Benoist         |
| 2019  | Mickaël Crispin        | Timo Kielich          | Antoine Benoist         |
| 2020  | Ryan Kamp              | Thomas Mein           | Cameron Mason           |
| 2021  | Ryan Kamp              | Niels Vandeputte      | Thibau Nys              |
| 2022  | Emiel Verstrynge       | Thibau Nys            | Witse Meeussen          |
| 2023  | Jente Michels          | Emiel Verstrynge      | Rémi Lelandais          |
| 2024  | Jente Michels          | Filippo Agostinacchio | Aubin Sparfel           |

## Tableau des médailles
| Pos.  | Pays        | Médaille d'or, Europe | Médaille d'argent, Europe | Médaille de bronze, Europe |    |
| ----- | ----------- | --------------------- | ------------------------- | -------------------------- | -- |
| 1     | Belgique    | 11                    | 9                         | 8                          | 28 |
| 2     | Pays-Bas    | 6                     | 4                         | 3                          | 13 |
| 3     | Tchéquie    | 1                     | 2                         | 4                          | 7  |
| 4     | Allemagne   | 1                     | 2                         | 1                          | 4  |
| 5     | France      | 1                     | 1                         | 6                          | 8  |
| 6     | Royaume-Uni | 1                     | 1                         | 0                          | 1  |
| 7     | Slovaquie   | 1                     | 0                         | 0                          | 1  |
| 8     | Italie      | 0                     | 2                         | 0                          | 2  |
| 9     | Pologne     | 0                     | 1                         | 0                          | 1  |
| Total | Total       | 22                    | 22                        | 22                         | 66 |